# Silverstreet
Silverstreet – miasto w Stanach Zjednoczonych, w stanie Karolina Południowa, w hrabstwie Newberry.